# El Capulín, Igualapa
El Capulín är en ort i Mexiko.   Den ligger i kommunen Azoyú och delstaten Guerrero, i den sydöstra delen av landet, 300 km söder om huvudstaden Mexico City. El Capulín ligger 41 meter över havet och antalet invånare är 254.
Terrängen runt El Capulín är kuperad norrut, men söderut är den platt. El Capulín ligger nere i en dal. Runt El Capulín är det ganska glesbefolkat, med 48 invånare per kvadratkilometer. Närmaste större samhälle är Ometepec, 10,6 km öster om El Capulín. Omgivningarna runt El Capulín är en mosaik av jordbruksmark och naturlig växtlighet.